# Bogusław Koprowski
Bogusław Koprowski (ur. 28 stycznia 1940, zm. 19 października 2017) – polski aktor teatralny i telewizyjny.
Ukończył Państwową Wyższą Szkołę Teatralną w Warszawie. Jako aktor teatralny debiutował w 1963 roku. Był związany ze scenami warszawskimi: Teatrem Syrena w latach 1964-1965 i 1983-2005 oraz Teatrem Komedia w latach 1965-1971 i 1973-1983. W latach 1965–1983 grywał również w spektaklach telewizyjnych, m.in. w teatralnej wersji "Stawki większej niż życie". Zagrał również rolę księdza w serialu "Trędowata" z 2000 roku.